# Azadeganfältet
Azadeganfältet är ett oljefält i sydvästra Iran, en av världens största oljefält.
Japan har under en längre period förhandlat om utbyggnaden av Azadeganfältet, samt om fullständiga utvinningsrättigheter i södra delarna av fältet. Dessa förhandlingar har motarbetats av USA, som anser att Iran kan använda inkomsterna ifrån fältet till det kärnvapenprogram som landet enligt USA utvecklar. Japan importerar redan omkring 15 procent av sin råolja från Iran.